# Осінь
Осінь — одна з чотирьох пір року між літом та зимою. Осінь — перехідний сезон, коли стає помітним зменшення світлового дня та поступово знижується середньодобова температура повітря. Складається із трьох місяців: у Північній півкулі — вересня, жовтня та листопада, в південній — березня, квітня та травня.

## Астрономічна осінь
Астрономічна осінь наступає пізніше за календарну:
|                  | Календарна               | Астрономічна                                                           |
| ---------------- | ------------------------ | ---------------------------------------------------------------------- |
| Північна півкуля | 1 вересня — 30 листопада | Осіннє рівнодення (22-23 вересня) — зимове сонцестояння (21-22 грудня) |
| Південна півкуля | 1 березня — 31 травня    | Весняне рівнодення (20-21 березня) — Літнє сонцестояння (20-21 червня) |

За кількістю енергії, що надходить від Сонця, рівнодення повинно бути серединою відповідних сезонів, однак затримка в змінах температури (обумовлена фізичними властивостями води та суші) затримує кліматичні зміни в порівнянні з астрономічними. Температурна затримка залежить від положення місцевості, тому в одних народів рівнодення розглядають як середину осені, в інших — початок.

## Кліматична осінь в Україні
На відміну від календарної та астрономічної, кліматична осінь не має чітких дат початку та закінчення, адже в природі вона починається в різні строки. В Україні кліматична осінь розпочинається після переходу температури повітря через 15 °С в бік зниження, що відбувається на більшості території переважно в першій декаді вересня.
Осінь розподіляють на два періоди: перший — від перших приморозків до кінця жовтня; другий — від кінця жовтня до початку зими.
Осінь в Україні порівняно тепла й тривала, з ясними сонячними днями та прохолодними ночами, нерідко із заморозками. На початку осені зазвичай панує суха, сонячна погода. Часто під впливом теплих тропічних повітряних мас буває бабине літо, коли температура повітря перевищує +20 °С.
Восени дні стають коротшими, а ночі — довшими. 23 вересня день і ніч однакові, вони тривають по 12 годин, тому 23 вересня називають днем осіннього рівнодення. Після цього дня ніч стає все довшою і довшою, а день помітно скорочується. Сонце піднімається вже не так високо, як літом, тому його промені слабше прогрівають землю. Температура повітря знижується. Негода із затяжними дощами, низькими температурами повітря настає наприкінці осені (жовтень — листопад). Найхарактерніша вона для заходу та півночі країни.
З настанням осені зростає циклонічна діяльність, відбувається зниження температури повітря, збільшується кількість днів з опадами і туманами. Вторгнення холодних арктичних мас у вересні — жовтні спричиняє заморозки. У другій половині осені внаслідок активізації циклонів переважає похмура погода з дощами і туманами. У осінній період іноді, найчастіше в східних областях України, спостерігаються пилові бурі, тривалість яких коливається від декількох хвилин до декількох діб. Їх спричиняють суховії, що дмуть із пустельних, напівпустельних просторів Середньої Азії.
Українські назви осінніх місяців відображають явища, які відбуваються в природі восени. Так слово «вересень» походить від назви вічнозеленого куща-вересу, який росте на Поліссі. Оскільки верес починає масово цвісти восени, то і перший місяць по літі назвали на його честь. Спершу вересень звався «ревун», «марев», тому що голосно перегукувалися олені. Пізніше називали «сівнем» — період сівби зернових, «маїком» — від зелені озимини. У давнину 14 вересня було першим днем Нового року.
Жовтнем ще відносно недавно в Україні називали дев'ятий місяць. Але у вжиткові була інша назва — «паздерник», що походить від промислу, що пов'язаний з переробкою льону та конопель. Пізніше десятий місяць жовтень ще називали «хмурень», «зазимник». А оскільки з жовтня починали справляти весілля, його охрестили і «весільником». 14 жовтня відзначається свято Покрови.
Листопад у давнину називали «братчини». Це від давнього обряду, що звався «братчина». Його справляли в листопаді. Якщо сусіди хотіли заприятелювати між собою, то купували в пасічників бджолиний рій. З весни до осені гуртом доглядали його. Зібраний мед ділили порівну. На це свято збиралися сім'ями, гуляли, чи як казали в народі, браталися. Були ще інші назви: «листопадень», «падолист», «напівзимник».

## Українські народні прикмети та повір'я осені
Багато павутиння — на довгу суху осінь.
Калина достигла, а листя на ній зелене — осінь буде тепла.
Осінній іній — на суху й сонячну погоду.
Восени листопад швидко минув — чекай суворої зими.
Горобина вродила рясно — осінь буде дощова, а зима морозна.
Грім у вересні віщує теплу осінь.
Як листопад дерев не обтрусить — довга зима бути мусить.
Якщо лелеки летять високо, не поспішаючи, буде гарна осінь.
Якщо у вересні на дубах багато жолудів, чекай багато снігу перед Різдвом.
Грім у жовтні — на малосніжну, м'яку, коротку зиму.
Комарі в листопаді — м'яка зима.

Пізній листопад — до суворої і затяжної зими

## Галерея

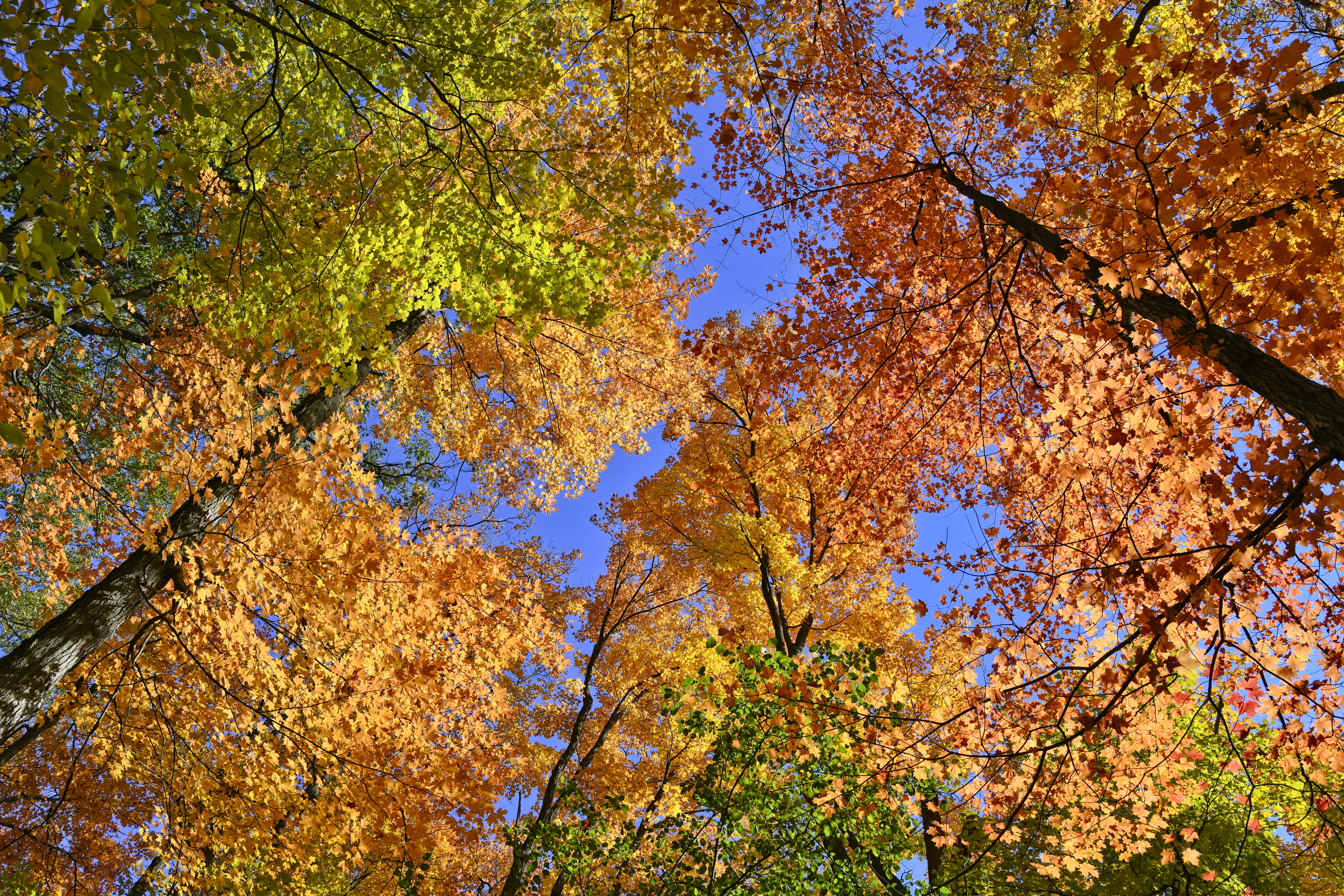
Ліс восени
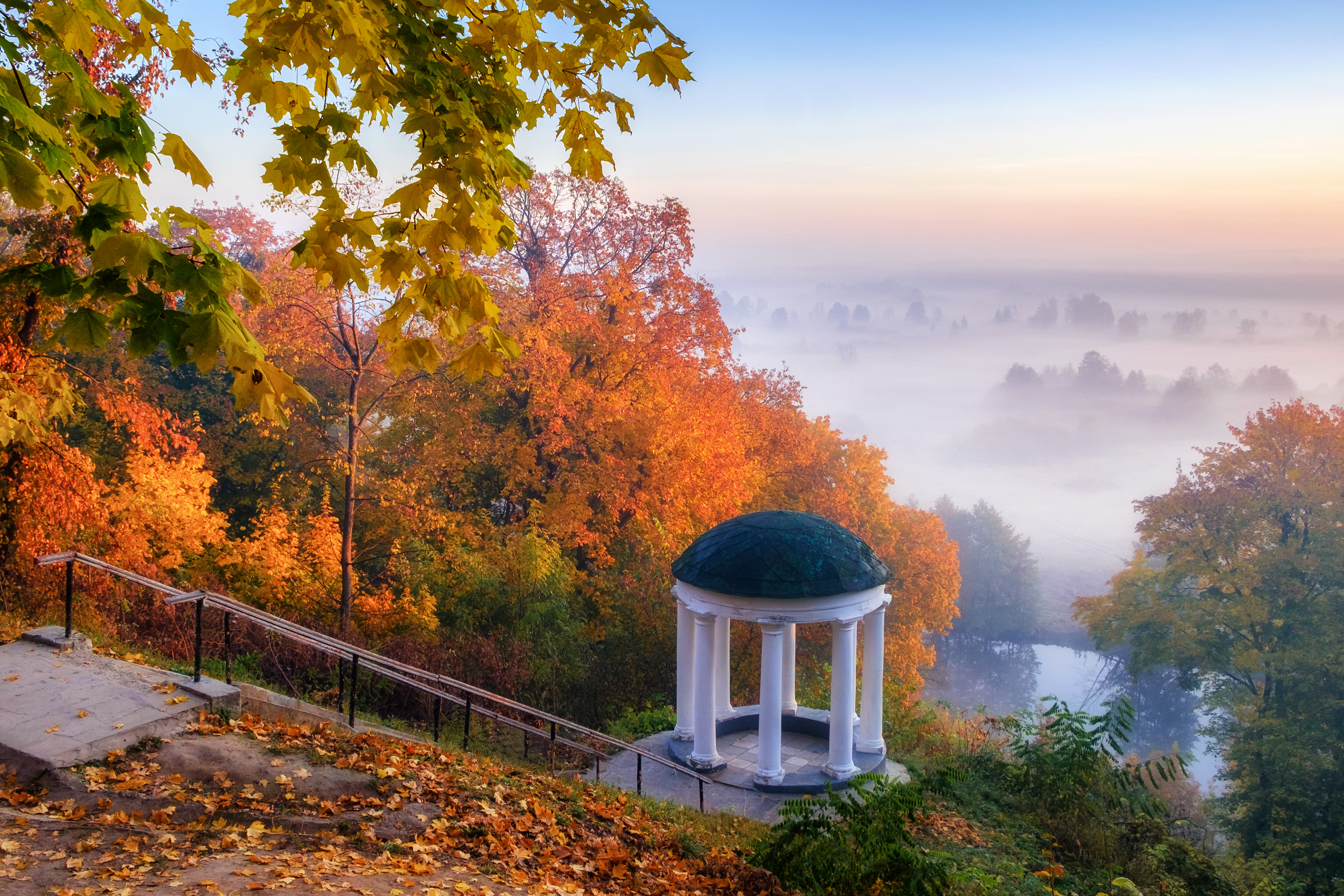
Осінь в Седневі Чернігівської області
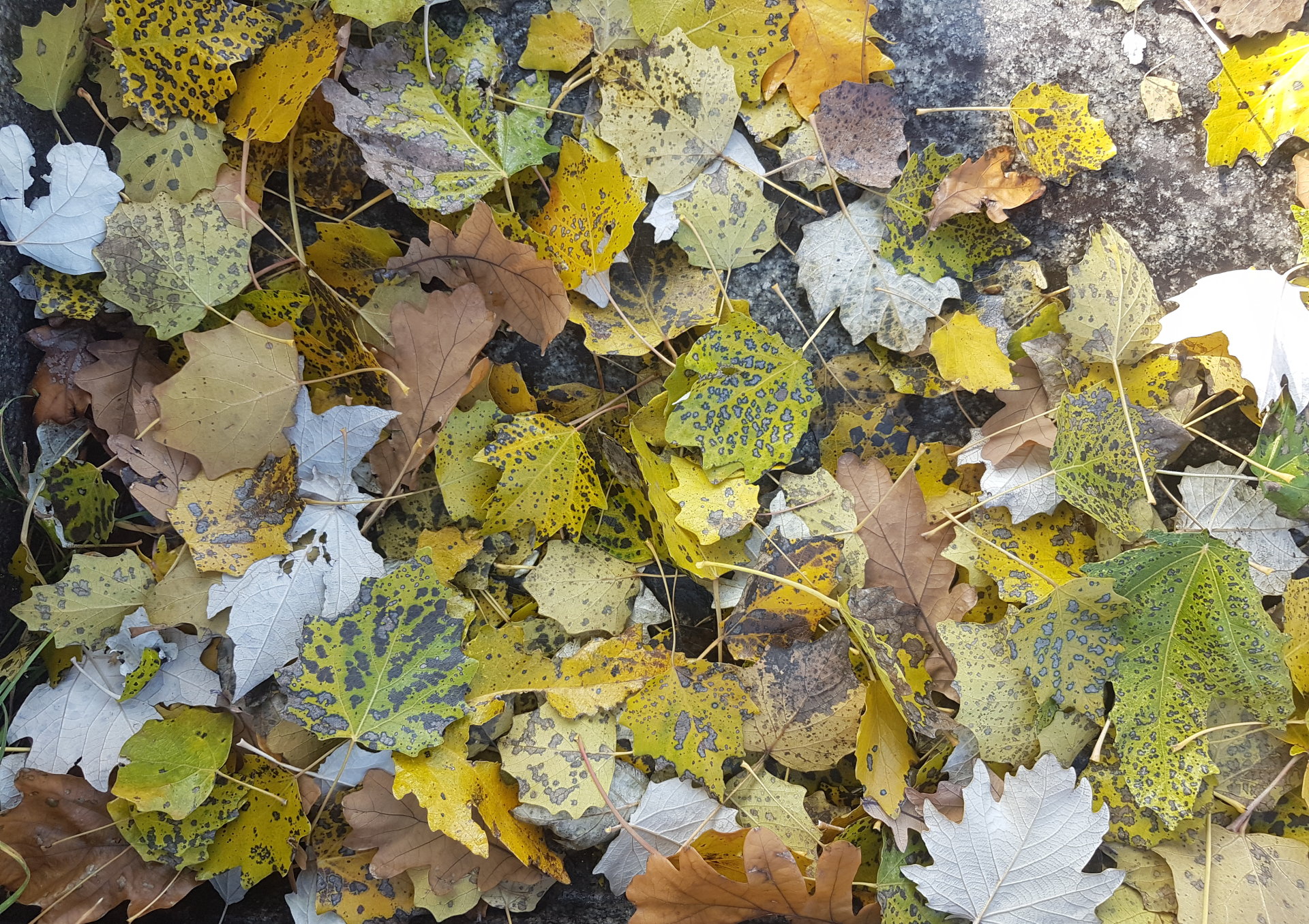
Листя лежить на підлозі теплим осіннім днем
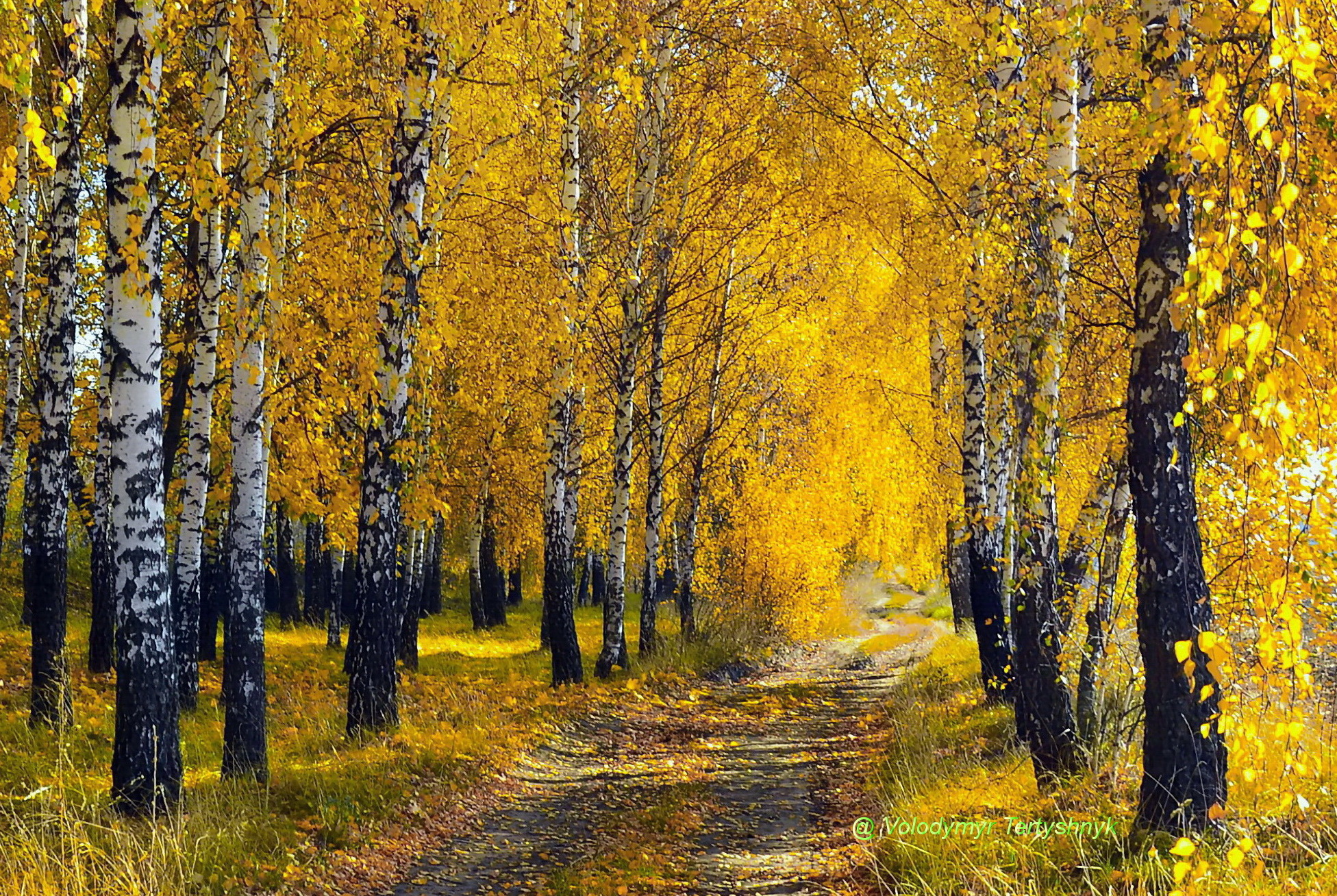
Березова роща в с. Капрустинці
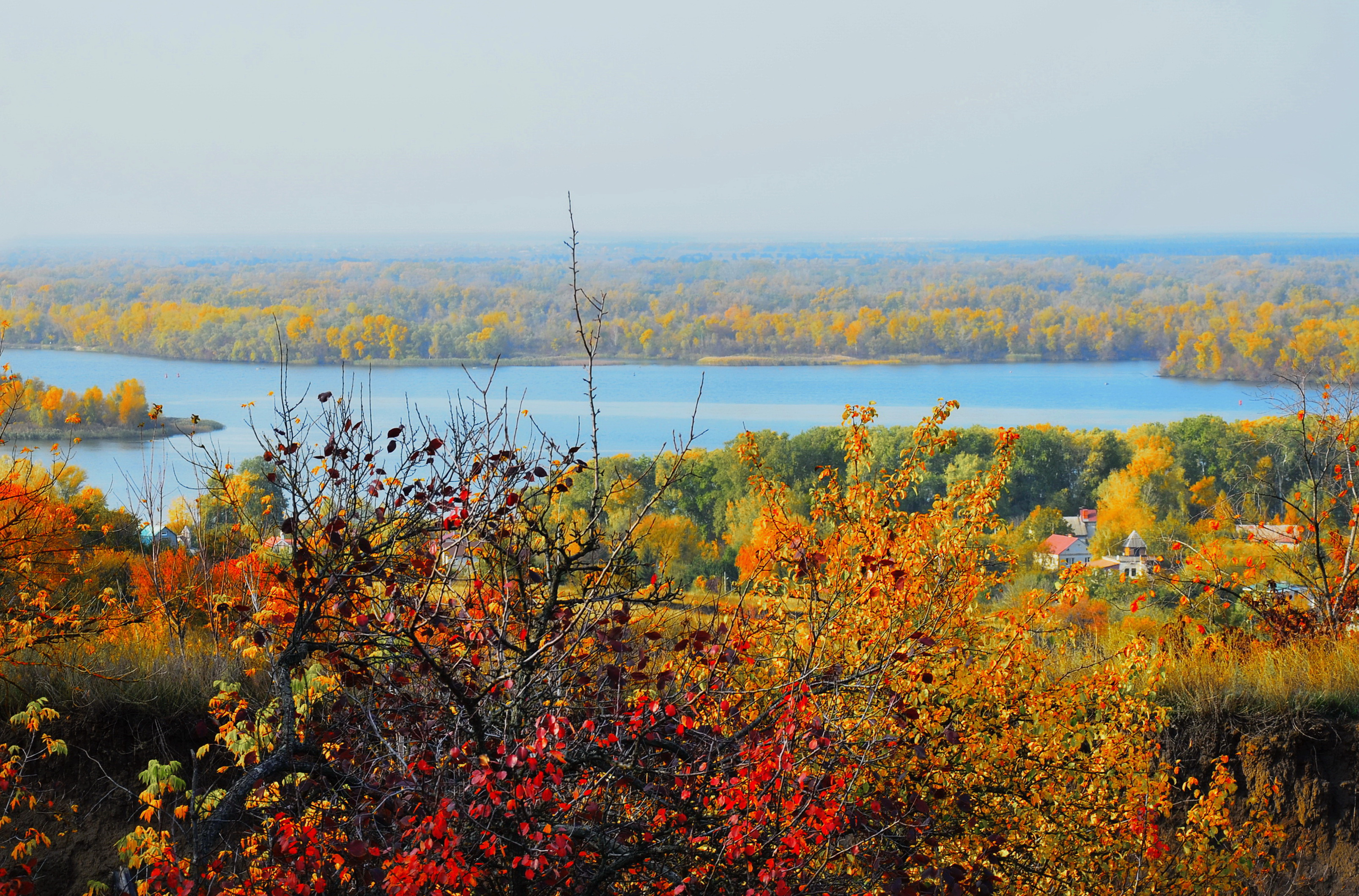
Осінь в Дніпрі. Вид з Таромської гори
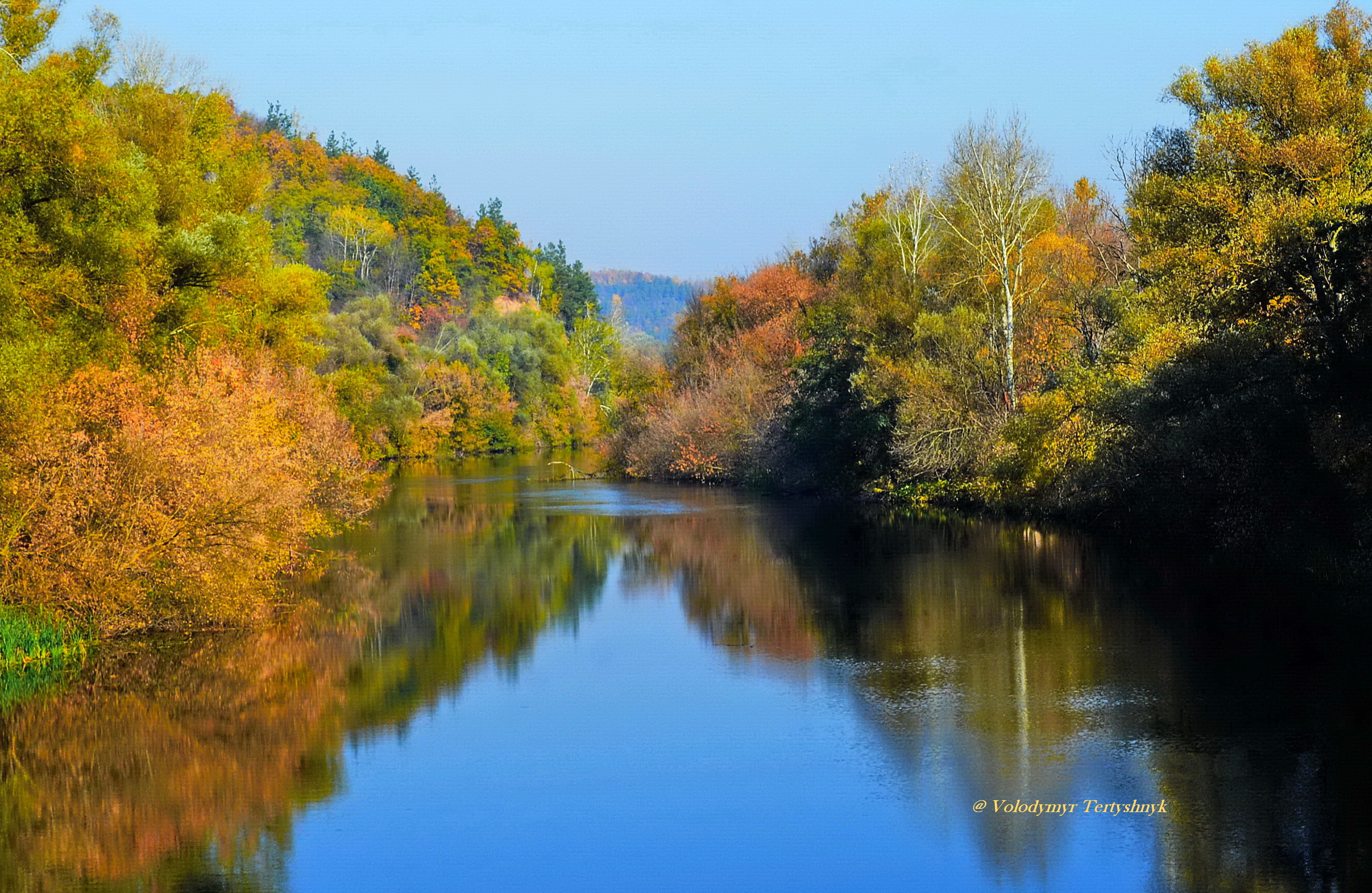
Жовтень на річці Псел біля с.  Червлене
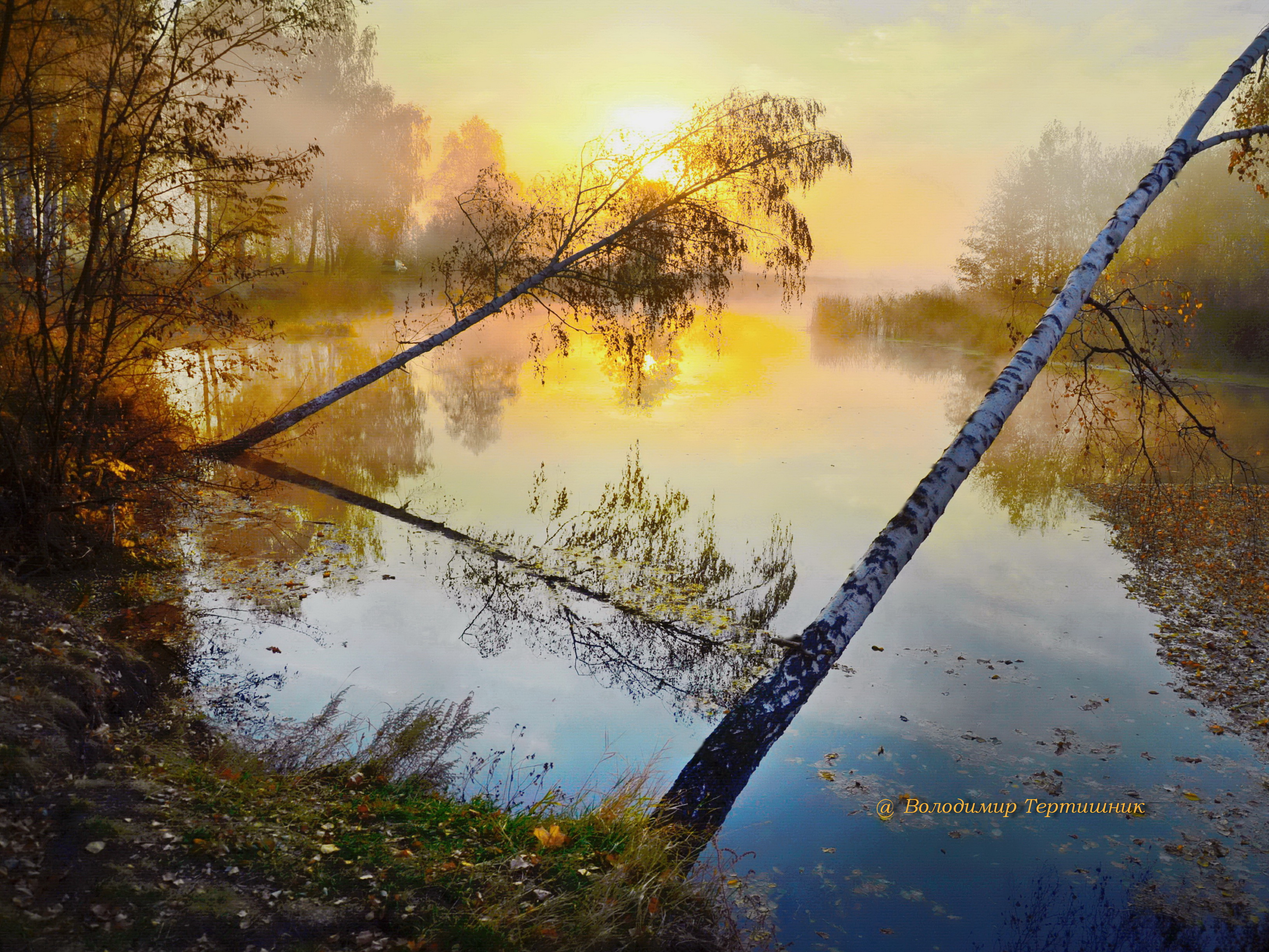
Осінній ранок на річці Псел поблизщу с. Межиріч
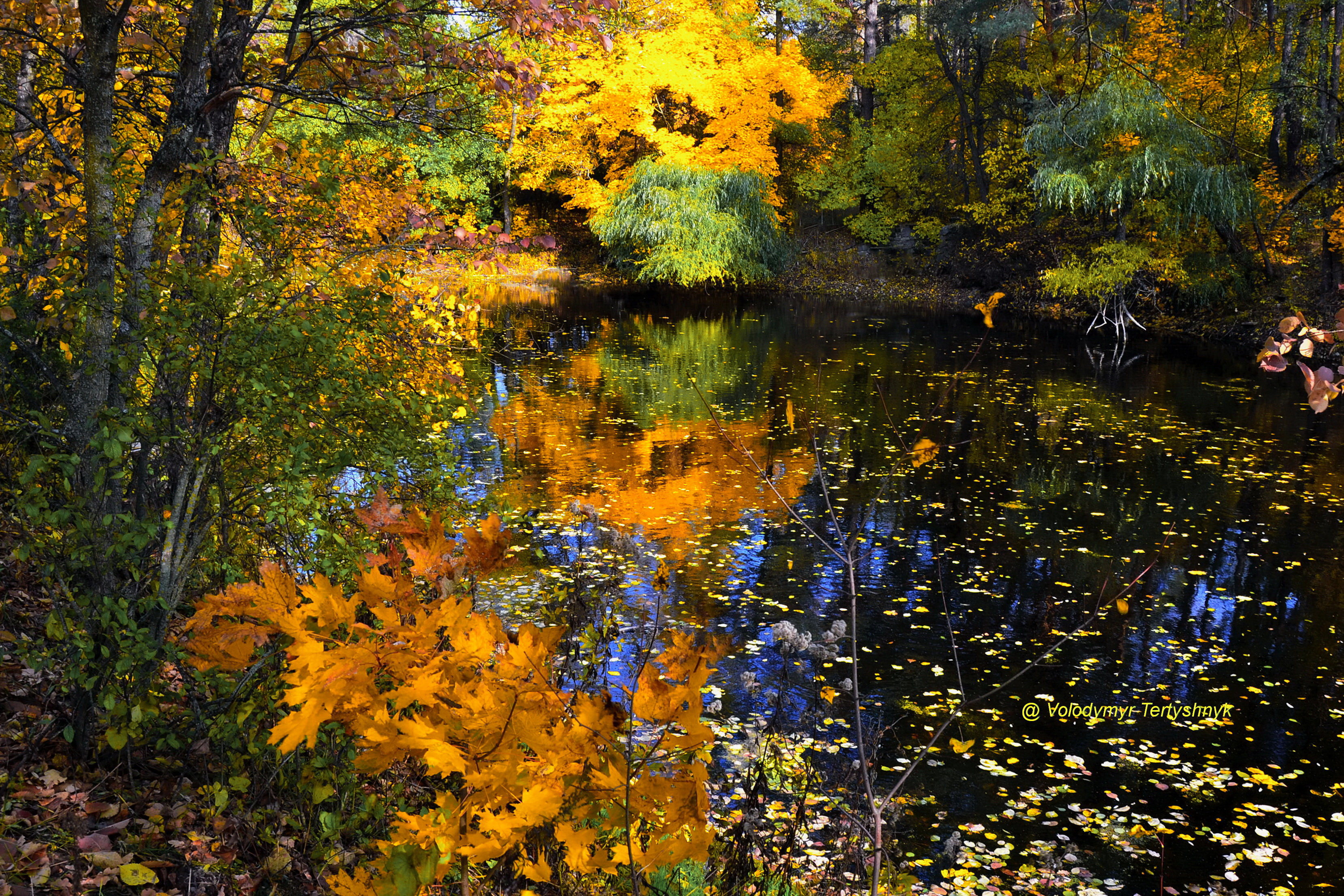
Жовтневі береги Свинківки.
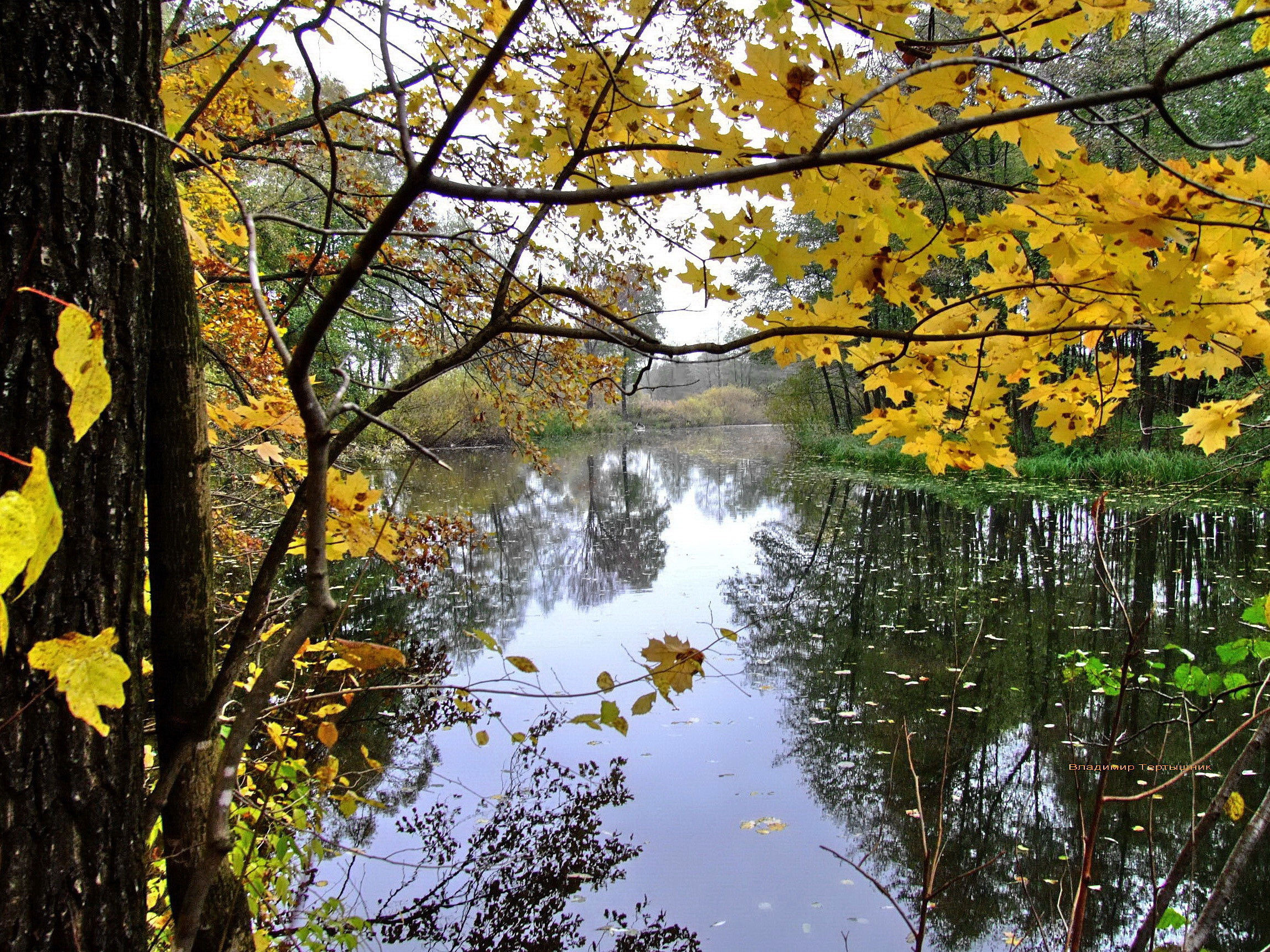
Осінь на р. Грунь
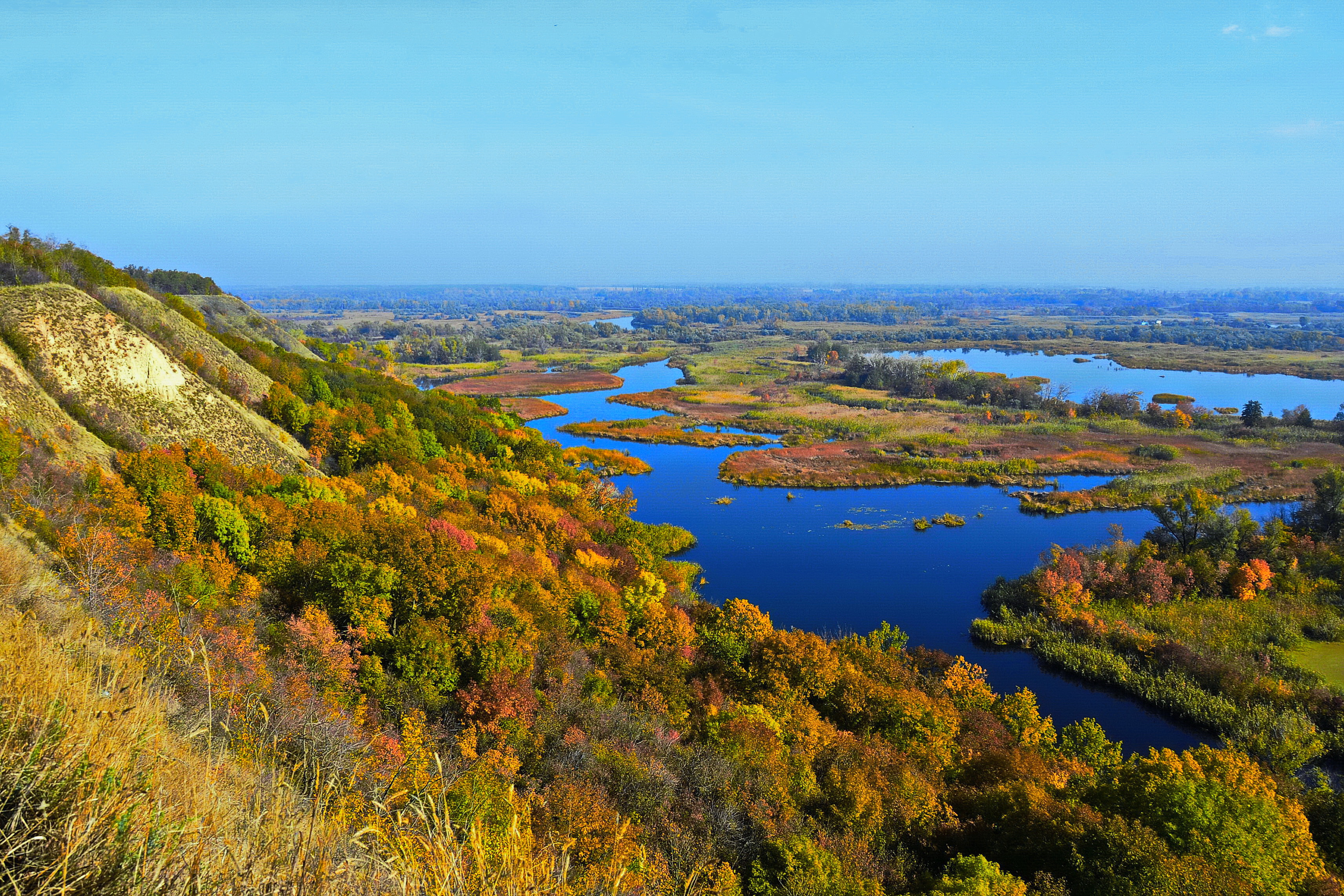
Осінь на бегегах Ворскли

## Осінь у мистецтві

### Поезія
Осінь, особливо в поезії, часто асоціюється з сумом і меланхолією. Теплі дні і радості літа пішли, і холод зими вже не за горами. Небо стає сірим, тривалість світлого часу доби швидко падає, і у деяких людей так само швидко падає настрій, вони замикаються в собі.
Подібні приклади можна знайти у вірші ірландського поета Вільяма Батлера Єйтса «Дикі лебеді на Куле», де осінь, яку спостерігає поет, відображає його власне життя. Подібно природі, він уже досяг свого розквіту і тепер повинен чекати неминучої старості і смерті. Французький поет Поль Верлен у вірші «Шансон д'Арман» («Осіння пісня») також характеризує осінь сильним, болючим почуттям смутку. Поема Джона Кітса «До осені», написана у вересні 1819 року вторить цьому почуттю меланхолії, хоча і підкреслює пишний достаток цього сезону. Схожу тематику піднімали й українські поети.
Осінній вітре, що могучим стоном

Над лісом стогнеш, мов над сином мати,

Що хмари люто гониш небосклоном,

Мов хочеш зиму, сон і смерть прогнати;
Що у щілинах диким виєш тоном

І рвеш солому із сільської хати,

Зів'яле листя гоном-перегоном

По полю котиш, — вітре мій крилатий!
Я довго пильно слухав стону твого

І знаю, чом так стогнеш ти і плачеш:

Тобі жаль сонця, цвіту, дня літнього!
О вітре-брате! Як мене побачиш

Старим, зів'ялим, чи й по мні заплачеш,

Чи гнівно слід буття завієш мого? (Іван Франко)

### Живопис
Осінні мотиви також широко представлені в образотворчому мистецтві, як в полотнах старих майстрів так і в сучасних роботах.

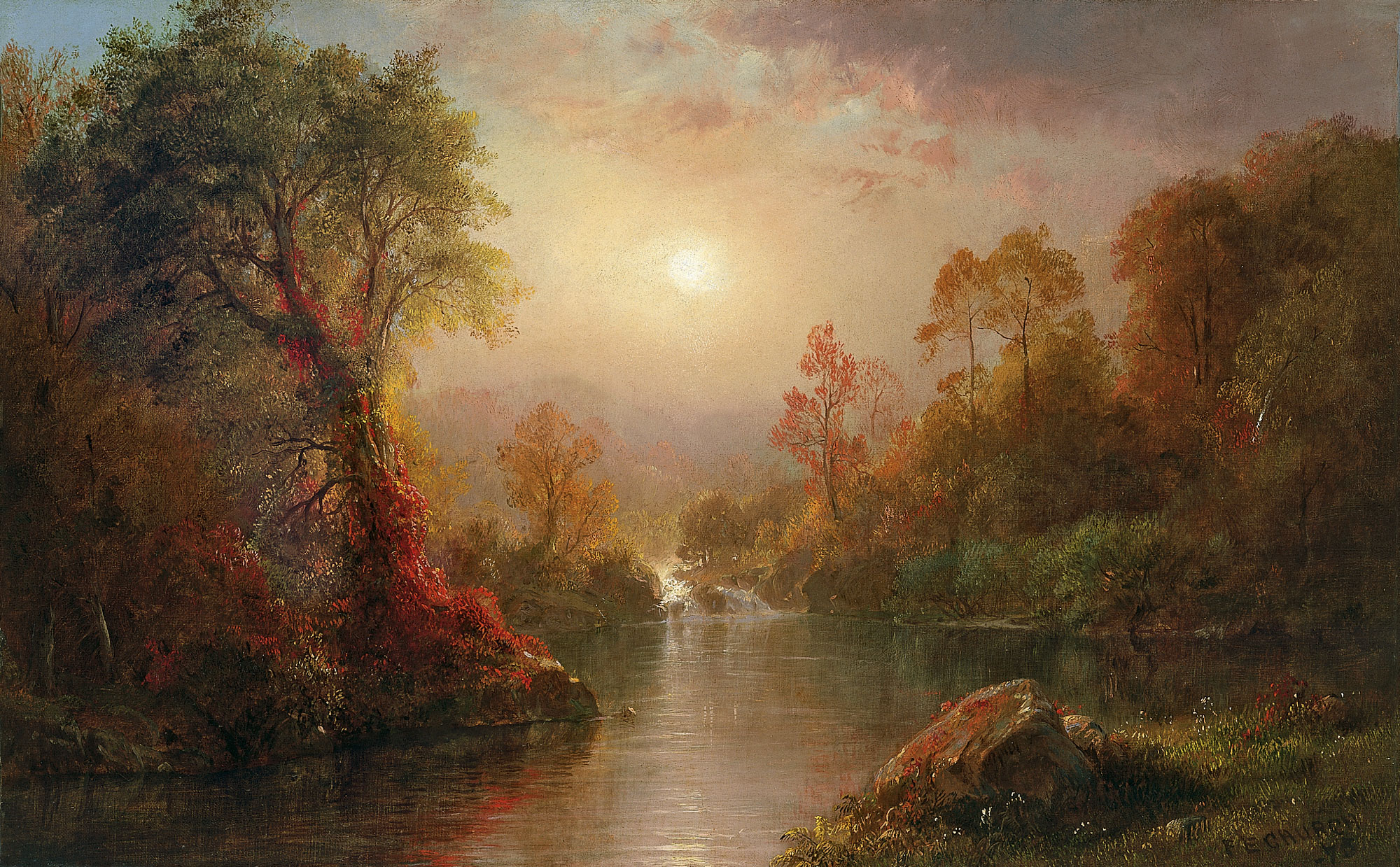
Фредерік Едвін Черч, «Осінь», 1875,  Музей Тиссена-Борнемісса
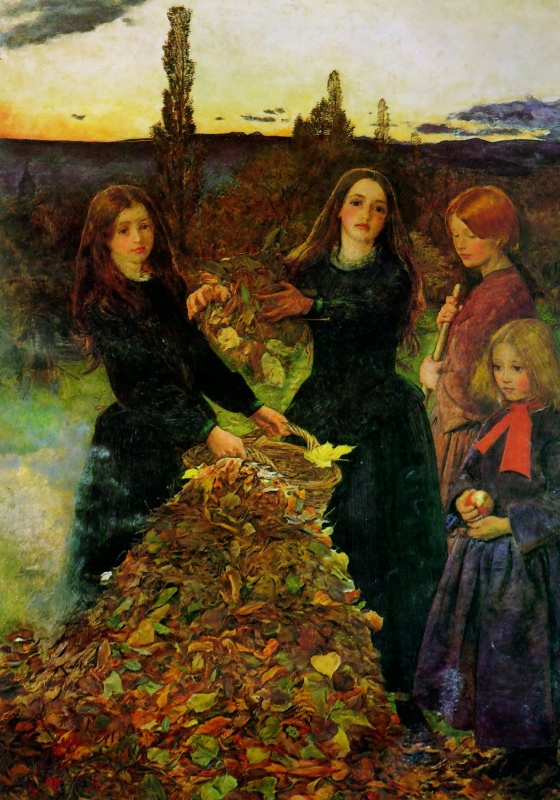
Джон Еверетт Мілле, «Осіннє листя», 1856, Манчестерська художня галерея
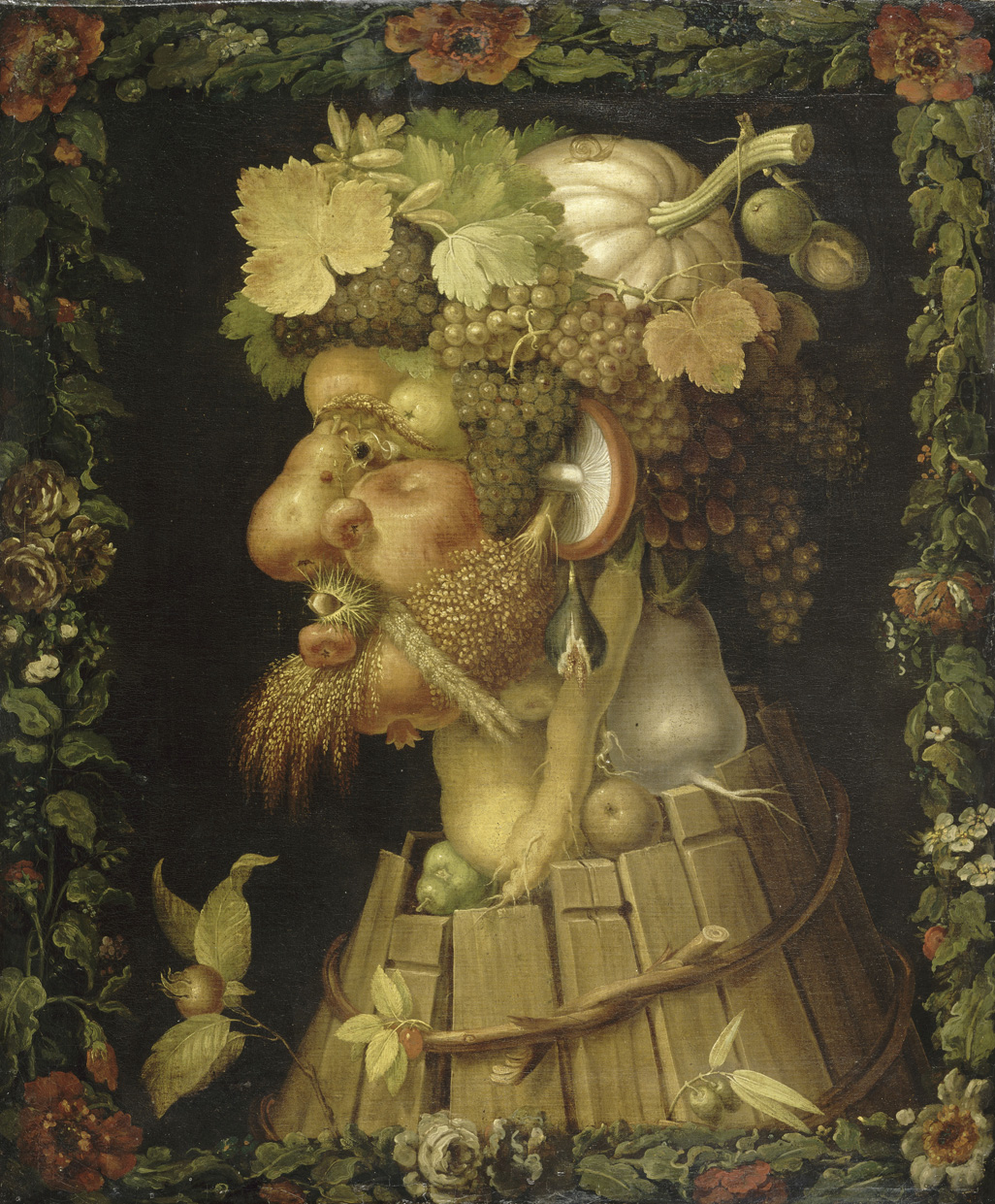
Джузеппе Арчімбольдо, «Осінь», 1573, Лувр
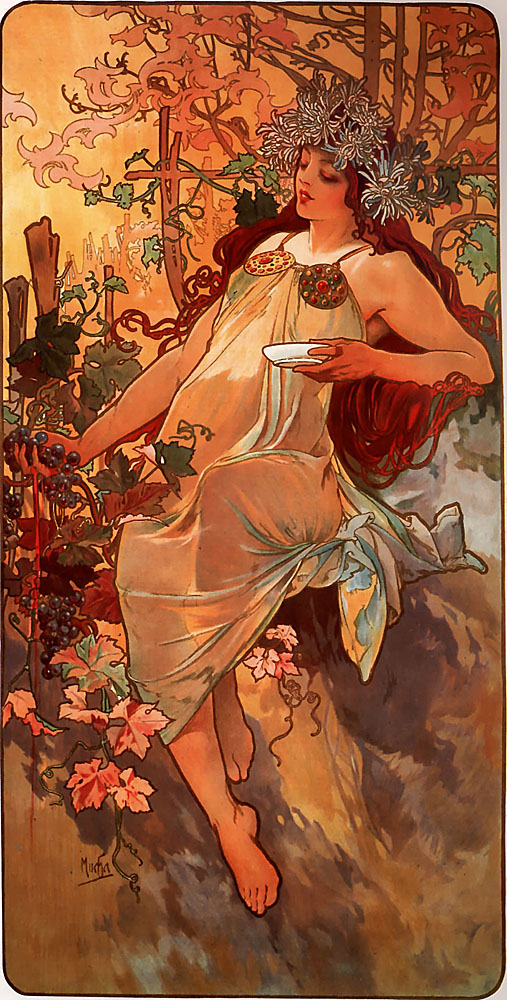
Альфонс Муха, «Осінь», 1896
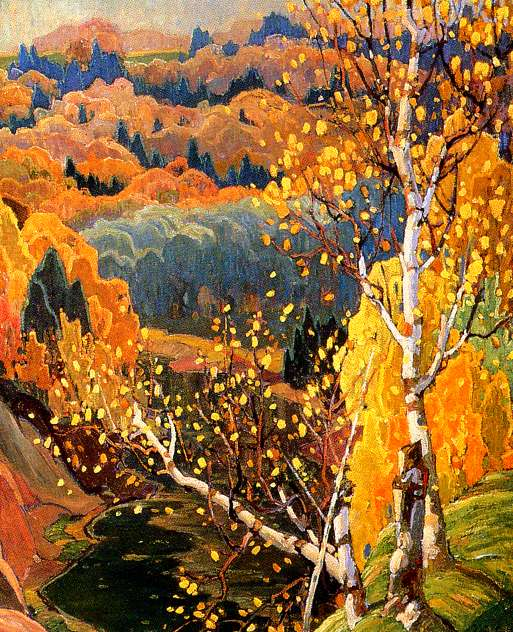
Франклін Кармайкл, «Золото жовтня», 1922
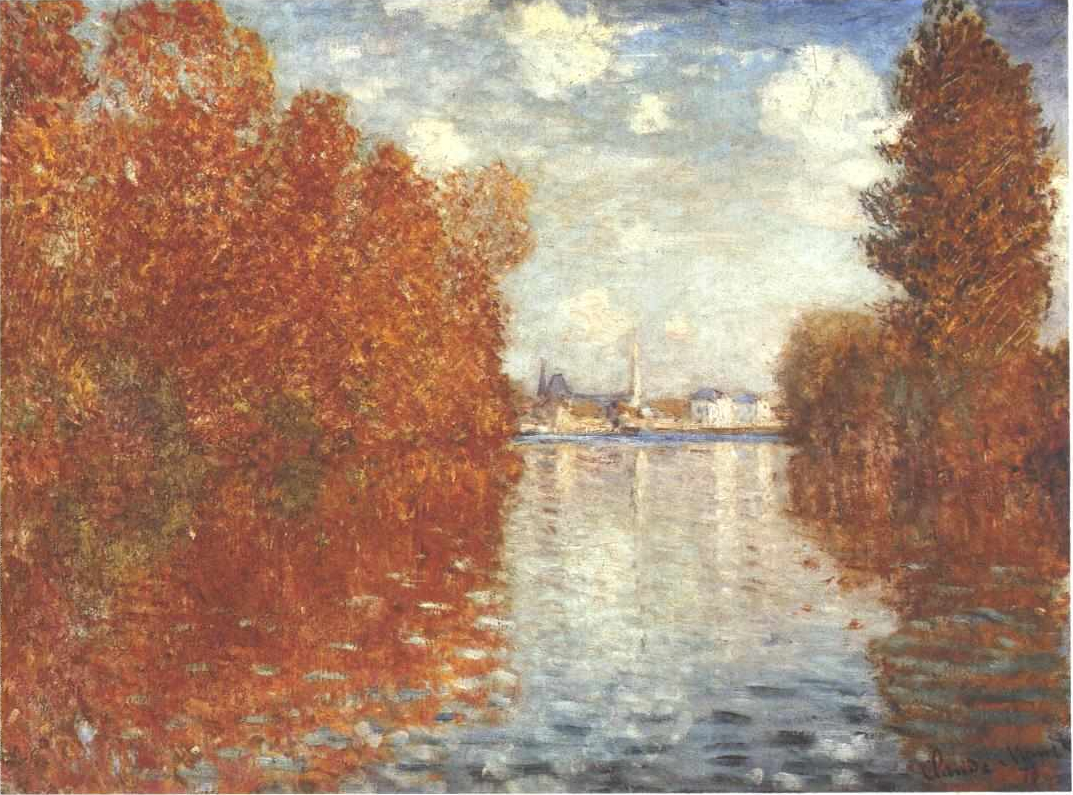
Клод Моне, «Осінь в Аржантейлі», 1873, Інститут Курто
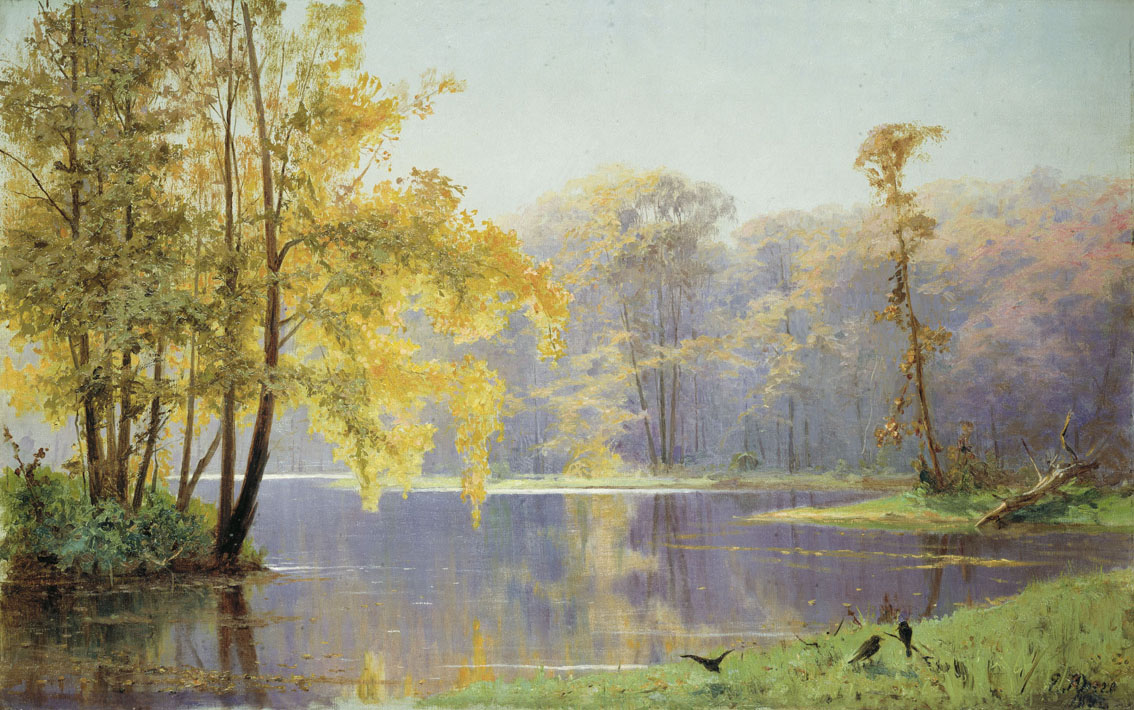
Катерина Юнґе, «Осінній день в саду Лефортовського палацу в Москві», 1892, Третьяковська галерея
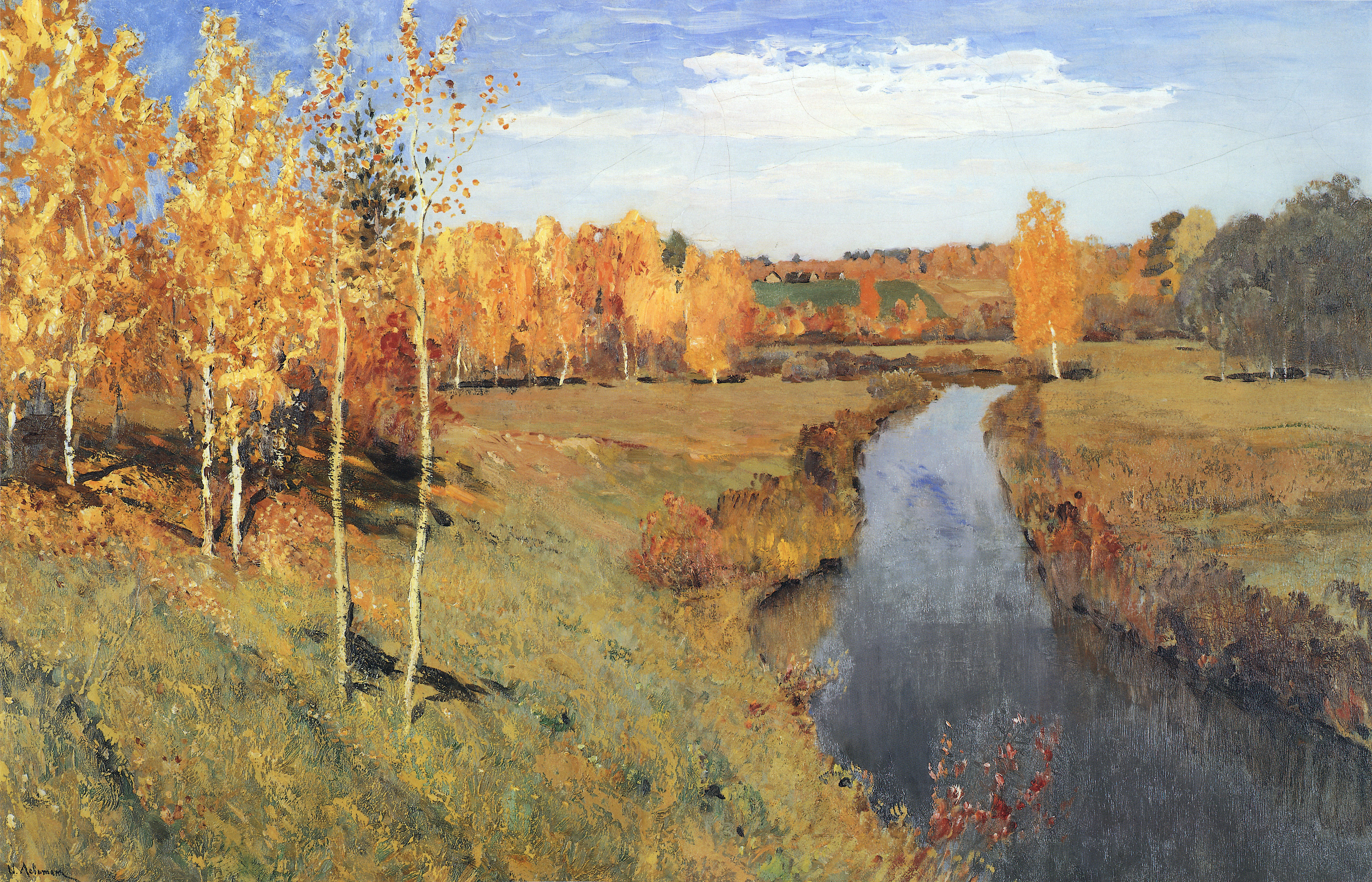
Ісаак Левітан, «Золота осінь», 1895, Третьяковська галерея
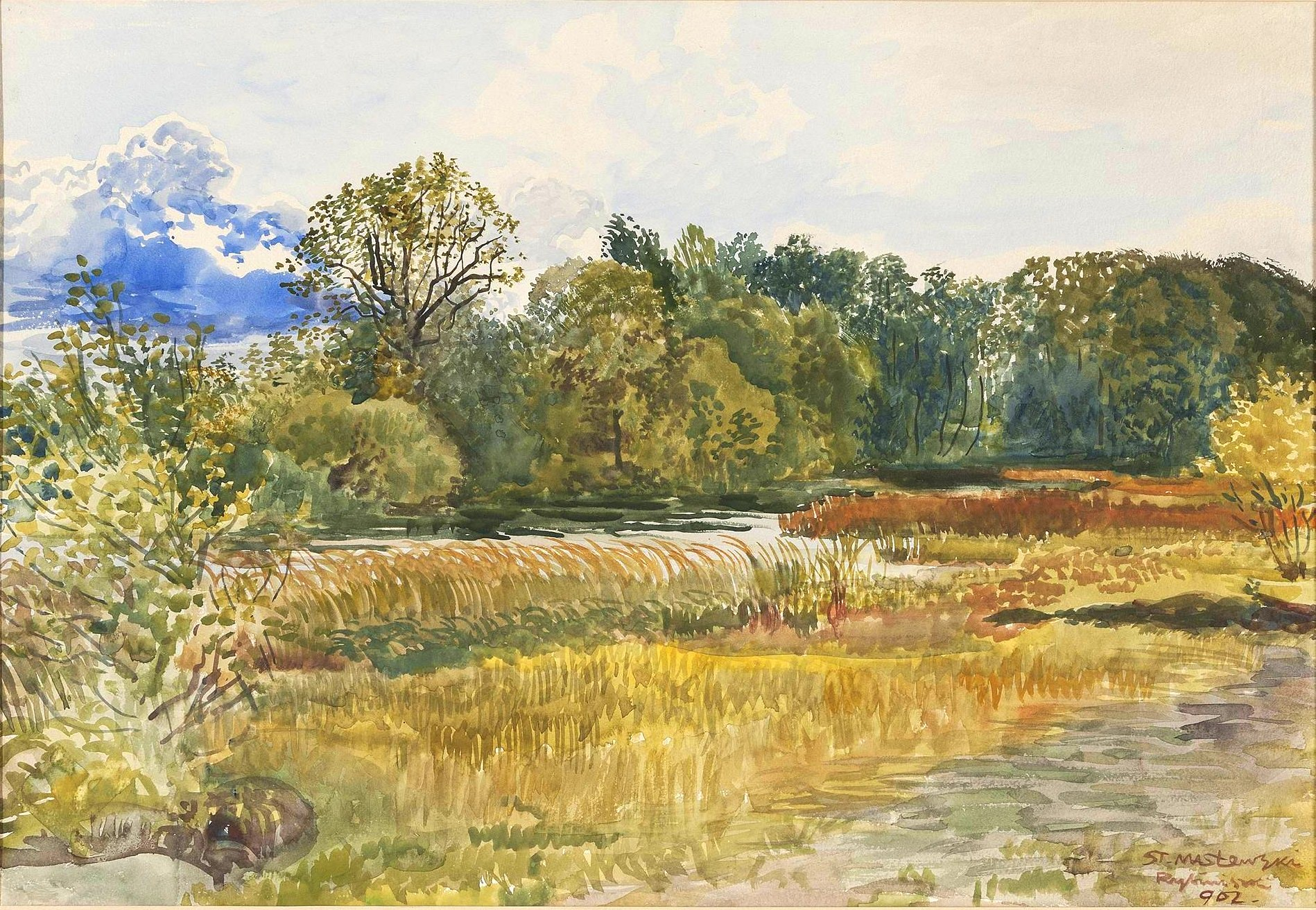
Станіслав Масловський, «Осінній пейзаж у Рибінішках, Латвія», 1902, Національний музей, Варшава
Борис Федоренко, «Сонячна осінь», 1999